# Dag Hammarskjöld
Dag Hjalmar Agne Carl Hammarskjöld (IPA /dɑːɡ ˈhammarɧœld/, ; Jönköping, 29 luglio 1905 – Ndola, 18 settembre 1961) è stato un diplomatico, economista, scrittore e pubblico funzionario svedese.
Fu presidente della Banca di Svezia, ma divenne noto internazionalmente quale segretario generale delle Nazioni Unite, carica ricoperta per due mandati consecutivi, dal 1953 fino alla sua morte nel 1961, occorsa a causa di un incidente aereo avvenuto in Africa meridionale durante una missione di pace. Gli fu conferito postumo il Premio Nobel per la pace per la sua attività umanitaria.

## Biografia

### Origine e formazione
Ultimo dei quattro figli maschi di Hjalmar Hammarskjöld, uomo politico, ministro dell'istruzione e poi primo ministro svedese dal 1914 al 1917, e Agnes Almqvist, parente del poeta Carl Jonas Love Almquist, trascorre gli anni della propria infanzia e adolescenza seguendo gli spostamenti del padre: dapprima in Danimarca, poi a Uppsala, poi a Stoccolma – nei tre anni in cui il padre è al vertice del governo – poi ancora a Uppsala.

### Carriera
Compiuti gli studi universitari in economia, dopo un anno di insegnamento all'Università di Stoccolma, diviene segretario della commissione governativa sulla disoccupazione, carica che ricoprirà dal 1930 al 1934 per poi passare alla Banca di Svezia, sempre come segretario. Nel 1936 entra alle dipendenze del Ministero delle Finanze dove ricopre diversi incarichi, soggiornando anche per tre anni a Parigi.
Nel 1941 torna come presidente alla Banca Nazionale di Svezia, incarico che terrà fino al 1948, per entrare poi al Ministero degli Esteri: dapprima come segretario e successivamente (1951) come vice-ministro degli Esteri. In questa veste è vicepresidente della delegazione svedese alla VI Sessione dell'Assemblea generale dell'ONU a Parigi (1951-1952) e poi Presidente alla sessione successiva (New York 1952-1953). 

### Segretario generale dell'ONU
Il 7 aprile 1953 viene eletto all'unanimità per succedere al norvegese Trygve Lie nella carica di segretario generale dell'ONU, carica nella quale viene riconfermato nel 1957 allo scadere del mandato.
Insignito della laurea honoris causa nelle principali università degli Stati Uniti, Canada e Inghilterra, nel dicembre 1954 succede al padre quale membro dell'Accademia Svedese.

### La morte
Muore nella notte tra il 17 e il 18 settembre 1961 in un incidente aereo – le cui cause non saranno mai del tutto chiarite – a Ndola (nell'attuale Zambia) nel corso di una missione per risolvere la crisi congolese. L'ipotesi di un possibile attentato al suo aereo, pur non essendo dimostrabile, non è mai stata dissipata.
In quell'anno gli verrà attribuito il Premio Nobel per la Pace alla memoria, "in segno di gratitudine – come dirà la motivazione del Comitato per il Nobel – per tutto quello che ha fatto, per quello che ha ottenuto, per l'ideale per il quale ha combattuto: creare pace e magnanimità tra le nazioni e gli uomini".

## Dubbi sulla morte
Il giorno dopo l'incidente l'ex presidente degli Stati Uniti Harry Truman dichiarò alla stampa che Hammarskjöld: "Era sul punto di ottenere qualcosa quando l'hanno ucciso. Notate che ho detto 'quando l'hanno ucciso'." Truman si è sempre rifiutato di fornire ulteriori dettagli o di tornare sull'argomento, ma le sue parole hanno dato adito a sospetti e ricostruzioni alternative per anni.
Le circostanze della sua morte non sono mai state ufficialmente chiarite, ma i dubbi sono ormai radicati nel pensiero di molti storici:
(Luciano Canfora)
Durante la lavorazione del documentario Cold Case Hammarskjöld del danese Mads Brügger sarebbero emersi nuovi indizi che punterebbero verso un pilota belga, all'epoca al servizio dei ribelli separatisti, su cui già a suo tempo erano circolate voci di un possibile coinvolgimento.
Dopo la sua morte, nel suo appartamento di New York fu ritrovato un diario spirituale intitolato Vägmärken, contenente brevi pensieri. Allegata agli scritti c'era una lettera, indirizzata a un amico, in cui spiegava come avesse iniziato ad appuntarsi certe riflessioni senza avere alcuna intenzione di pubblicarle; tuttavia, lo autorizzava a un'eventuale pubblicazione, che riteneva utile a dare un'idea della sua vera personalità.
Il diario, pubblicato in Italia col titolo Tracce di cammino, è definito dall'autore «...una sorta di libro bianco che narra i miei negoziati con me stesso e con Dio». Da esso emerge infatti la spiritualità di Hammarskjöld, un aspetto fino ad allora ignoto al pubblico.

## Opere artistiche dedicate
Nel 1964, per commemorare la scomparsa dello statista, l'artista Marc Chagall donò alla collezione d'arte dell'ONU una vetrata che rappresenta l'amore e la pace.
Dal 2021 è ricordato con una targa al Giardino dei Giusti di Milano.